# Golf Club di Zoate
De Zoate Golf Club (Italiaans: Circolo di Campagne Zoate Golf Club) is een golfclub in Zoate in de gemeente Tribiano, ongeveer 17 kilometer ten zuidoosten van Milaan.
De golfbaan werd in 1987 aangelegd op voormalige landbouwgrond. Een grote variëteit aan bomen werd toen geplant. De club beschikt over een 18-holes golfbaan met bijbehorende faciliteiten, een tennisbaan en een zwembad naast het restaurant. Enkele holes liggen langs de Officer, een rivier die vanaf het Comomeer komt en in de Po uitmondt.
De golfclub bestaat ruim 25 jaar. Na enkele jaren werd er drie keer het Milano Open van de Europese Challenge Tour gespeeld.
Van 29 juni tot 1 juli 2011 werd het Zoate Milano Open gespeeld. Jason Kelly uit Noorwegen won met 205 (-11).

## Toernooien
- Milano Open: 1991, 1992, 1993
- Zoate Milano Open: 2011 (Alps Tour)